# Boxhole (krater)

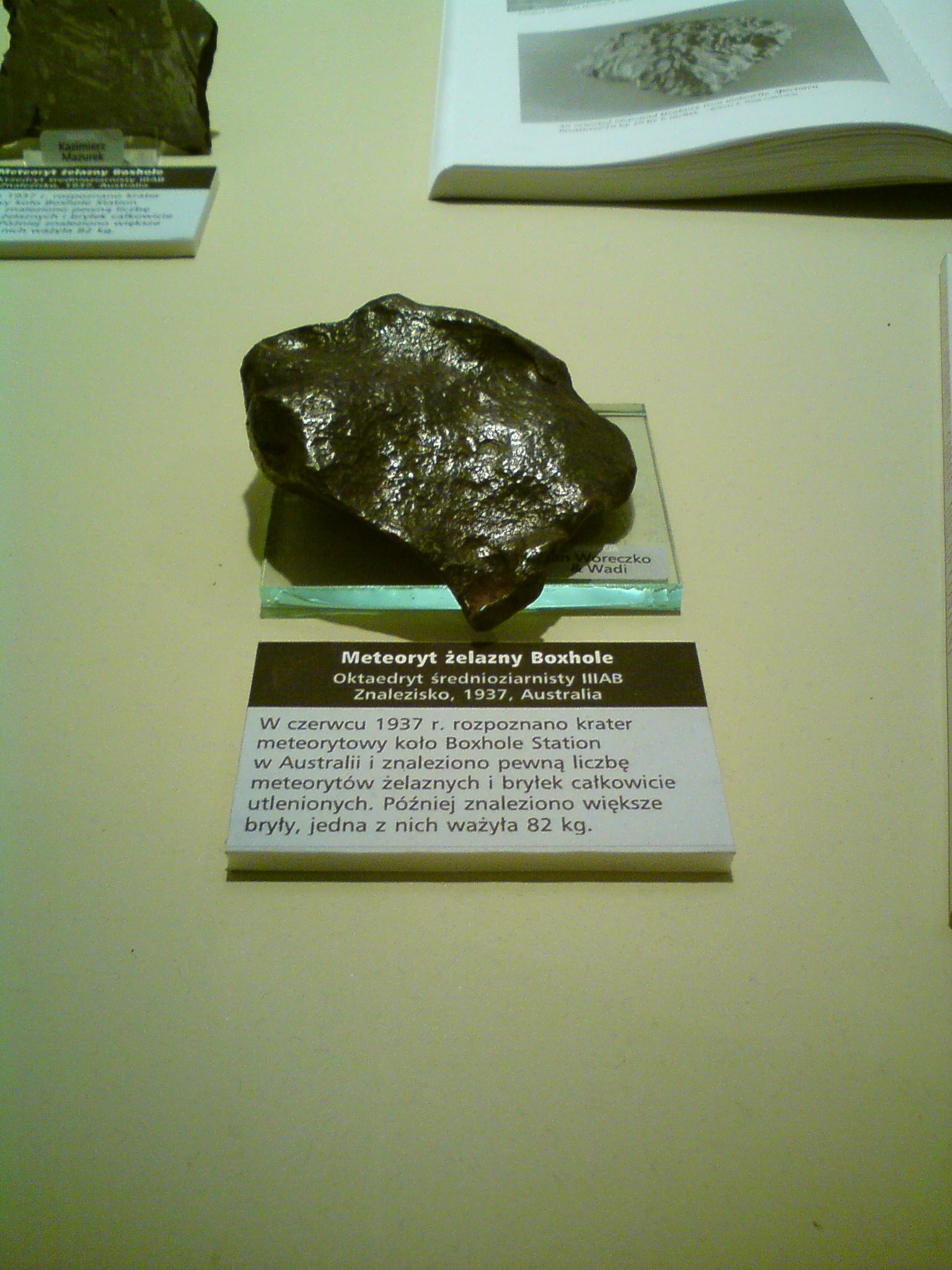
Fragment meteorytu żelaznego Boxhole, Narodowe Muzeum Techniki w Warszawie, Wystawa meteorytów, sierpień 2010

Boxhole – krater uderzeniowy w Terytorium Północnym w Australii, około 170 km na północny wschód od Alice Springs. Skały krateru są widoczne na powierzchni ziemi.
Krater ma średnicę około 180 m, powstał około 5400 lat temu (holocen). Utworzyło go uderzenie małego ciała niebieskiego w podłoże zbudowane ze skał krystalicznych. Znaleziono fragmenty meteoroidu, który utworzył ten krater, meteoryty żelazne z grupy III AB, o łącznej masie 500 kg.
Krater Boxhole został opisany po raz pierwszy w 1937 roku, wraz ze znalezionymi w pobliżu meteorytami. Podłoże tworzą paleoproterozoiczne skały metamorficzne, wewnątrz krateru występują gnejsy, łupki i kwarc. Asymetria krawędzi krateru może być świadectwem upadku pod niedużym kątem z kierunku północnego, bądź też stanowić pozostałość wcześniejszej topografii i struktury podłoża.